# Ervededo
Ervededo is een plaats (freguesia) in de Portugese gemeente Chaves en telt 740 inwoners (2001).